# Alvaro Pompili
Alvaro Pompili (Filettino, 6 giugno 1938) è un mafioso italiano,  noto come fiancheggiatore dell'organizzazione malavitosa romana banda della Magliana.

## Biografia
Titolare di un'impresa societaria di carpenterie e ferro per l'edilizia, in via della Magliana, nonché di un'area attrezzata per il ricovero e l'allenamento dei cavalli da corsa, nella zona di Fiano Romano.
Impiegato come guardia giurata presso il Ministero della Sanità, fece poi da tramite con Biagio Alesse, custode e centralinista presso il Ministero stesso, convincendolo a custodire un deposito di armi all'interno dello stabile con un compenso fisso di circa un milione di lire al mese e con la tacita garanzia che, per ogni necessità economica, la banda avrebbe fatto fronte ai suoi impegni. L'arsenale venne poi scoperto dalla polizia nel corso di una perquisizione, il 25 novembre del 1981.
Venne poi arrestato il 21 marzo del 1994, dopo anni di latitanza, nella sua villa di Poggio Val Canneta, dalle parti di Cerveteri.